# 2018년 부천국제판타스틱영화제
제22회 부천국제판타스틱영화제는 2018년 7월에 개최된 영화제이다. 부천시청 어울마당, 부천시청 판타스틱큐브, 한국만화박물관, 부천시청 앞 잔디광장에서 개최되었다.

## 수상 및 후보

### 작품상(장편)
- 리벤지 - 코랄리 파르쟈 수상

### 감독상(장편)
- 호랑이는 겁이 없지 - 이사 로페즈 수상

### 관객상(장편)
- 밤의 문이 열린다 - 유은정 수상

### 심사위원 특별상(장편)
- 성스러운 것 - 이와키리 이소라 수상

### 넷팩상
- 그녀에게는 죄가 없다 - 타카오미 오가타 수상
- 아임 크레이지 - 쿠도 마사아키 수상

### 작품상 (단편)
- 헬싱키 맨스플레인 대학살 - 일리야 라우치 수상

### 심사위원상(단편)
- 빵 - 사카모토 유고 외 1명 수상

### 관객상(단편)
- 죽어야 사는 남자 - 알베르트 핀토 외 1명 수상

### LG하이엔텍 코리안 판타스틱 작품상
- 행복의 나라 - 정민규 수상

### 코리안 판타스틱:여우주연상
- 행복의 나라 - 예수정 수상

### 코리안 판타스틱:남우주연상
- 청춘빌라 살인사건 - 김영호 수상

### 코리안 판타스틱:관객상
- 라이브하드 - 황욱 수상

### 코리안 판타스틱 단편 작품상
- 부탁 - 유재선 수상

### 코리안 판타스틱 단편 관객상
- 손이 많이 가는 미미 - 윤동기 수상

### EFFFF 아시아 영화상
- 카메라를 멈추면 안 돼! - 우에다 신이치로 수상

### EFFFF 아시아 영화상 특별언급
- 고독한 늑대의 피 - 시라이시 카즈야 수상

### BIFAN 어린이심사단상
- 이별의 아침에 약속의 꽃을 장식하자 - 오카다 마리 수상

### 부천 초이스(장편)
- 비스트 - 마이클 피어스
- 어두움 - 저스틴 P. 랭
- 밤의 문이 열린다 - 유은정
- 잠자는 미녀의 한계 - 니노미야 켄
- 지붕 위의 모험 - 풀비오 리술레오
- 거리의 래퍼 - 트렙 몬테라스 2세
- 리벤지 - 코랄리 파르쟈
- 성스러운 것 - 이와키리 이소라
- 호랑이는 겁이 없지 - 이사 로페즈
- 타워, 눈부신 날 - 야고다 셸츠
- 복수자 - 사라 대거 닉슨
- 새드 뷰티 - 봉코드 벤차롱쿤

### 부천 초이스(단편)
- 헤어 울프 - 마리아마 디알로
- 사슴소년 - 카타르지나 곤덱
- 좀비공장 - 스가이 신야
- 솧 - 서보형
- 죽어야 사는 남자 - 알베르트 핀토 외 1명
- 노 라인 - 릭 가와나카
- 헬싱키 맨스플레인 대학살 - 일리야 라우치
- 어머니 탁구교실 - 장상안
- 허기 - 토마 카두
- 설원의 소녀 - 데니스 레더거버
- 빵 - 사카모토 유고 외 1명
- 일루셔니스트 - 프레데릭 니건 트루델

### 코리안 판타스틱: 장편경쟁
- 딥 - 조성규
- 데스트랩 - 오인천
- 청춘빌라 살인사건 - 신해강
- 대관람차 - 백재호
- 행복의 나라 - 정민규
- 라이브하드 - 황욱
- 삼촌 - 김형진
- 나쁜상사 - 백종석
- 폐쇄병동 - 박규택

### 코리안 판타스틱: 장편초청
- 뷰티풀 뱀파이어 - 정은경
- 기담 - 정식 외 1명
- 곤지암 - 정범식
- 하쿠나 마타타 폴레 폴레 - 김선웅

### 불한당: 나쁜 놈들의 세상
- 변성현
- 염력 - 연상호
- 오늘도 평화로운 - 백승기

### 코리안 판타스틱: 단편
- 바보들의 배 - 이상학
- 한숨 - 김보성
- 쏘 쏘리 - 윤준희
- 부탁 - 유재선
- 손이 많이 가는 미미 - 윤동기
- 수혈 - 이성만

### 월드 판타스틱 레드
- 새벽 3시 - 파왓 파낭카시리 외 2명
- 심리의 숲 - 니콜라스 우즈
- 고독한 늑대의 피 - 시라이시 카즈야
- 공포학원 - 장훈위
- 살인멧돼지 - 크리스 선
- 세 친구 - 밋지 페어원
- 도축업자, 창녀 그리고 외눈박이 남자 - 야노스 자즈
- 슬럼가 대습격 - 에릭 마티
- 카니발 클럽 - 구토 파렌테
- 죽음을 부르는 밤 - 브래드 바루
- 더블 데이트 대소동 - 벤자민 바풋
- 디 엔드? - 다니엘레 미시스키아
- 동물 안락사 - 테무 니키
- 악령의 상자, 에즈라 - 제이 케이
- 퍼스트본 - 아익 카라페티안
- 거주자 - 길예르모 아모에도
- 살인 모기의 습격 - 리카르도 파올레티
- 신을 죽여라 - 알베르트 핀토 외 1명
- 더 크리미널 마인드: 공공의 적 - 서기주
- 최저 - 제제 타카히사
- 맘 - 라비 우디아워
- 맘&대드 - 브라이언 테일러
- 무타푸카즈 - 니시미 쇼지로우 외 1명
- 신비가족 - 박유환
- 워킹 데드 나잇 - 도미니크 로쉐
- 원 컷 오브 더 데드 - 우에다 신이치로
- 보안관 - 젠 웩슬러
- 굶주린 - 로뱅 오베르
- 극한캠프 - 프레스턴 드프랜시스
- 사탄의 숭배자 - 조코 안와르
- 세인트 아가타 - 대런 린 보우즈만
- 1984년, 여름 - 프랑소와 시마드
- 써니를 찾아서 - 시라이시 카즈야
- 공포의 침입자 - 데미안 루냐
- 업그레이드 - 리 워넬
- 에피쿠엔 잔혹사 - 루치아노 오네티 외 1명
- 킬러, 그녀 - 미야노 케이지
- 유리고코로 - 쿠마자와 나오토

### 월드 판타스틱 블루
- 안나와 종말의 날 - 존 맥페일
- 빌어먹을 놈과 아름다운 세계 - 코다마 유이치 외 1명
- 슈퍼히어로 조쉬 - 비크라마디티아 모트와네
- 블루 마이 마인드 - 리사 브루홀만
- 보이즈 크라이 - 디노첸초 형제
- 한 형제의 은밀한 계획 - 클레이튼 제이콥슨
- 체인지오버 - 미란다 하코트 외 1명
- 논스톱: 다마스커스 타겟 - 에브라힘 하타미키아
- 소년범의 일기 - 위르실라 메이에
- 악령의 화가 - 마이클 툴리
- 율레니아 - 폴 스퍼리어
- 벼룩 잡는 사무라이 - 츠루하시 야스오
- 불량가족, 행복의 맛 - 유키히로 모리가키
- 그녀에게는 죄가 없다 - 타카오미 오가타
- 빙과 - 아사토 마리
- 아임 크레이지 - 쿠도 마사아키
- 인 더 더스트 - 다니엘 로비
- 작년 겨울, 너와 이별 - 다키모토 토모유키
- 로메르를 찾아서 - 왕 차오
- 메이페어 - 사라 블레처
- 옆자리 괴물군 - 츠키카와 쇼
- 11월 - 라이너 사르넷
- 우리들의 집 - 기요하라 유이
- 핀 쿠션 - 데보라 헤이우드
- 부동산 - 악셀 페테르센 외 1명
- 카불에 헤비메탈을! - 트레비스 비어드
- 귀신온천여관 - 린 관-후이
- 잠식 - 마리나 멜리안드
- 델마 - 요아킴 트리에
- 두 소녀 - 코리 핀리
- 요정 - 제롬 픽웨인
- 정글 히어로 - 세스 라니
- 바이러스 트로피컬 - 산티아고 카이세도
- 마고가 마고를 만났을 때 - 소피 필리에
- 백색밀실 - 폴 라시드
- 법사 - 카기소 레디가
- 방화 - 펑샤오강

### 패밀리존
- 오늘도 위위 - 박범준
- 요묘전 - 천카이거
- 이별의 아침에 약속의 꽃을 장식하자 - 오카다 마리
- 스파이 캣 - 크리스토프 라우엔슈타인 외 1명
- 수파 모도 - 리카리온 와이나이나
- 소년 탐정 - 부진 소요바타르
- 자연의 반란 - 크리스토프 로이어 외 1명

### 금지구역
- 브롤 인 셀 블록 99 - S.크레이그 찰러
- 카니바 - 베레나 파라벨 외 1명
- 멋진 다이너마이트 스캔들 - 도미나가 마사노리
- 가비지 - 콰시크 무크허지
- 칼 + 심장 - 얀 곤잘레즈
- 맨디 - 파노스 코스마토스
- 금남의 집 - 브루스 라 브루스

### 판타스틱 단편 걸작선
- 앤트 - 지예원
- 밀주업자 - 주호 쿠오스마넨
- 닌진스키 마을에 오다 - 후지와라 리호
- 친구 - 곽기봉
- 액티브 슈터 - 제이콥 J. 타넨바움
- 그 언덕을 지나는 시간 - 방성준
- 닌자의 귀환 - 우치다 에이지
- 한겨울에 인형탈도 춥나요? - 전찬우
- 복어 - 이승욱
- 그림자 소녀 로테 - 엘리자베스 비체를 외 1명
- 로봇과 허수아비 - 킵웨 타바레스
- 이빨 - 크리스찬 에버하드
- 침입자 - 드류 맥도널드
- 보강촬영 - 임현희
- 친밀한 타인들 - 이재일
- 좀비와 신부 - 오렐리앙 디가르
- 여우소년 - 탁도연
- 박제사 - 니콜 구드
- 뭘 야려? - 방현수
- A/S/L - 벤자민 스위커
- 그녀의 욕조. - 박채원
- 서바이벌 가이드 - 정철민
- 세상의 종말 - 헤스 C. 마이클스
- 시체사진사 메리 - 조슈아 롱
- 타부 - 크리스 찬 외 1명
- 텔미비전 - 임종민
- 겨울은 겨울 - 신가연
- 긁어 부스럼 - 티모시 라이언 드리스콜
- 전 야 - 한동석
- 핑키 - 김현석
- 스탠바이 - 다문 카푸르 외 1명
- 마감일 - 궁유정
- 더 크래프트 - 모니라 알 카디리
- 냉장고 - 왕이
- 터치 - 이미지
- 맛있는 그대 - 악셀 쿠티에르
- 호흡 - 카를로스 알라스트루에이
- 아들 - 김봉주
- 베란다 - 손지수
- 공허충 - 정재용
- 추억을 팝니다 - 키케 마이요
- 급식조리원 - J.M. 로건
- 냄새 - 김은진
- 엘리제를 위하여 - 임승현
- 말과 소녀 - 신시아 페르난데스 트레호
- 토요일다세대주택 - 전승배
- 소니아 - 후치가미 사토리노
- 달빛 사냥꾼 - 율리아 루디츠카야
- 코컬러스 - 토시히사 요코시마
- 팝콘 - 모흐센 파라졸라히
- 웬 - 타룸브와 타파자
- 호안 비베스 - 츠쿠다 히카루
- 미풍 - 홍해원
- 새벽 - 임정은
- 점 - 김강민
- NeckFace - Llanbobl Vision Ltd
- 덕후미루 - 강지혜
- 김녕회관 - 문재웅
- 가위 - 아므리 라마단
- 여행자 - 셰르스티 헬렌 라스무센
- 더없이 행복한 죽음 - 세르지우 네줄리치
- 하나 - 나카니시 마이
- 무명 - 김현도
- 테디 베어 숲 속 산책 - 토마스 호지
- 안개 너머 하얀 개 - 정승희
- 도시괴담 - 칸소 오그볼루
- 노크 - 배희경
- 경수와 파란요정 - 김선국
- 붉은 실 - 토릴 코브
- 완다의 악몽 - 밥티스트 드라포
- 부패 - 크리스토퍼 토드
- 사형집행일 - 로라 모스
- 기계인간 - 니콜라이 루파노브
- 레어 - 이광진
- 피부와 마음 - 박지연
- 아랫집 - 이경미
- 랄라랜드 - 이원석
- 보금자리 - 임필성
- 별 시 - 김종관
- 모르는 여자 - 김종관
- 크라잉 프리 섹스 - 이와사키 토모히코
- 탈출 - 아오키 유키노부
- 살아있는 게이샤의 밤 - 나루세 키요토
- 도달 - 기무라 슈이치
- 가위 X - 토모마츠 나오유키
- 토킨키 이야기 - 노비 아키라
- 나는 나를 - 불사조
- 크레파스 - 한라봉
- 아모르 파티 - 노란조
- 엄마에게 복수하는 10가지 방법 - 녹조티
- 파리를 잡는 방법 - 파랑
- 누군가의 죽음 - 나비
- 창 밖을 보라 - 창 밖을 보라
- 존재증명 - 김태윤

### 배우 특별전
- 비트 - 김성수
- 태양은 없다 - 김성수
- 유령 - 민병천
- 무사 - 김성수
- 똥개 - 곽경택
- 내 머리 속의 지우개 - 이재한
- 좋은 놈, 나쁜 놈, 이상한 놈 - 김지운
- 감시자들 - 조의석 외 1명
- 마담 뺑덕 - 임필성
- 아수라 - 김성수
- 강철비 - 양우석
- 그날, 바다 - 김지영

### 특별전
- 신과함께-죄와 벌 - 김용화
- 특수부대 전랑2 - 오경
- 서유복요편 - 서극
- 마신자 2 - 빨간 옷 소녀의 비밀 - 웨이-하오 청
- 배드 지니어스 - 나타우트 폰피리야
- 복수 원정대 - 조이스 베르날
- 불량소녀 - 레 탄 선
- 사탄의 숭배자 - 조코 안와르
- 파딜 형님 2 - 시엄술 유소프
- 타이거는 살아있다 - 알리 아바스 자파
- 삼형제 - K.S. 라빈드라
- 메르살 - 애틀리 쿠마르
- 한여름의 판타지아 - 장건재
- 이웃집 좀비 - 오영두 외 3명
- 파닥파닥 - 이대희
- 반드시 크게 들을 것 - 백승화
- 리튼 - 김병우
- 포 더 피스 오브 올 맨카인드 - 이석훈
- 폴라로이드 작동법 - 김종관
- 신도시인 - 홍두현
- 외계의 제19호 계획 - 민동현
- 도시에서 그녀가 피할 수 없는 것들 - 박지연
- 아빠가 필요해 - 장형윤
- 시체들의 아침 - 이승주
- 공원 생활 - 문소현
- 모던 패밀리 - 김광빈
- 파마 - 이란희
- 미스터리 핑크 - 구혜선
- 유쾌한 도우미 - 구혜선
- 초대 - 유지태
- 나도 모르게 - 유지태

### 특별상영
- 지옥 인간 - 스튜어트 고든
- 스피리추얼 볼셰비키 - 다카하시 히로시

### 3X3 EYES: 호러 거장, 3인의 시선
- 왼편 마지막 집 - 웨스 크레이븐
- 공포의 휴가길 - 웨스 크레이븐
- 나이트메어 - 웨스 크레이븐
- 마틴 - 조지 로메로
- 살아있는 시체들의 밤 2 - 시체들의 새벽 - 조지 로메로
- 어둠의 사투 - 조지 로메로
- 이튼 얼라이브 - 토브 후퍼
- 뱀파이어 - 토브 후퍼
- 화성에서 온 침입자 - 토브 후퍼

### 여성에 주목하는 기획전
- 스텝포드 와이브스 - 브라이언 포브스
- 에이리언 - 리들리 스콧
- 섹스미션 - 율리우즈 마슐스키
- 화성의 유령들 - 존 카펜터
- 매드맥스: 분노의 도로 - 백색밀실

### Beyond Reality
- 버라이어티 리얼리티 - 박선주